# Vladimir de Toledo Piza
Wladimir de Toledo Piza (Serra Negra, 25 de diciembre de 1905 - Serra Negra, 17 de octubre de 1999) fue un médico, escritor y político brasileño.
Estudió en la Facultad de Medicina de Río de Janeiro graduándose en 1929. De vuelta a São Paulo, fue redactor en jefe del "Correio Paulistano". En 1947 apoyó a Ademar de Barros, presidente del Partido Social Progresista y gobernador del estado, y llegó a dirigir el Departamento de Salud del estado. En 1950 fue elegido como diputado estadual en la Asamblea Legislativa de São Paulo. En 1955 fue elegido como vicealcalde junto con Juvenal Lino de Matos para ocupar la alcaldía de São Paulo y, tras la renuncia de Lino de Matos, asumió el cargo de alcalde de la ciudad. Su mandato fue bastante cuestionado por la oposición en la Cámara Municipal de São Paulo, renunciando a su vez a poco de cumplir un año en el puesto.
En marzo de 1958 fue condenado a ocho meses de prisión en un proceso de calumnia promovido por el entonces gobernador Jânio Quadros debido a las declaraciones que dio en que afirmaba que Quadros era jefe de "uno de los sistemas mas corruptos y torpes que nunca existieron en el país". En 1960 regresó a la Secretaría de Salud del estado y luego se alejó de la vida política.
Falleció en su ciudad natal el 17 de octubre de 1999.